# Ringelberg

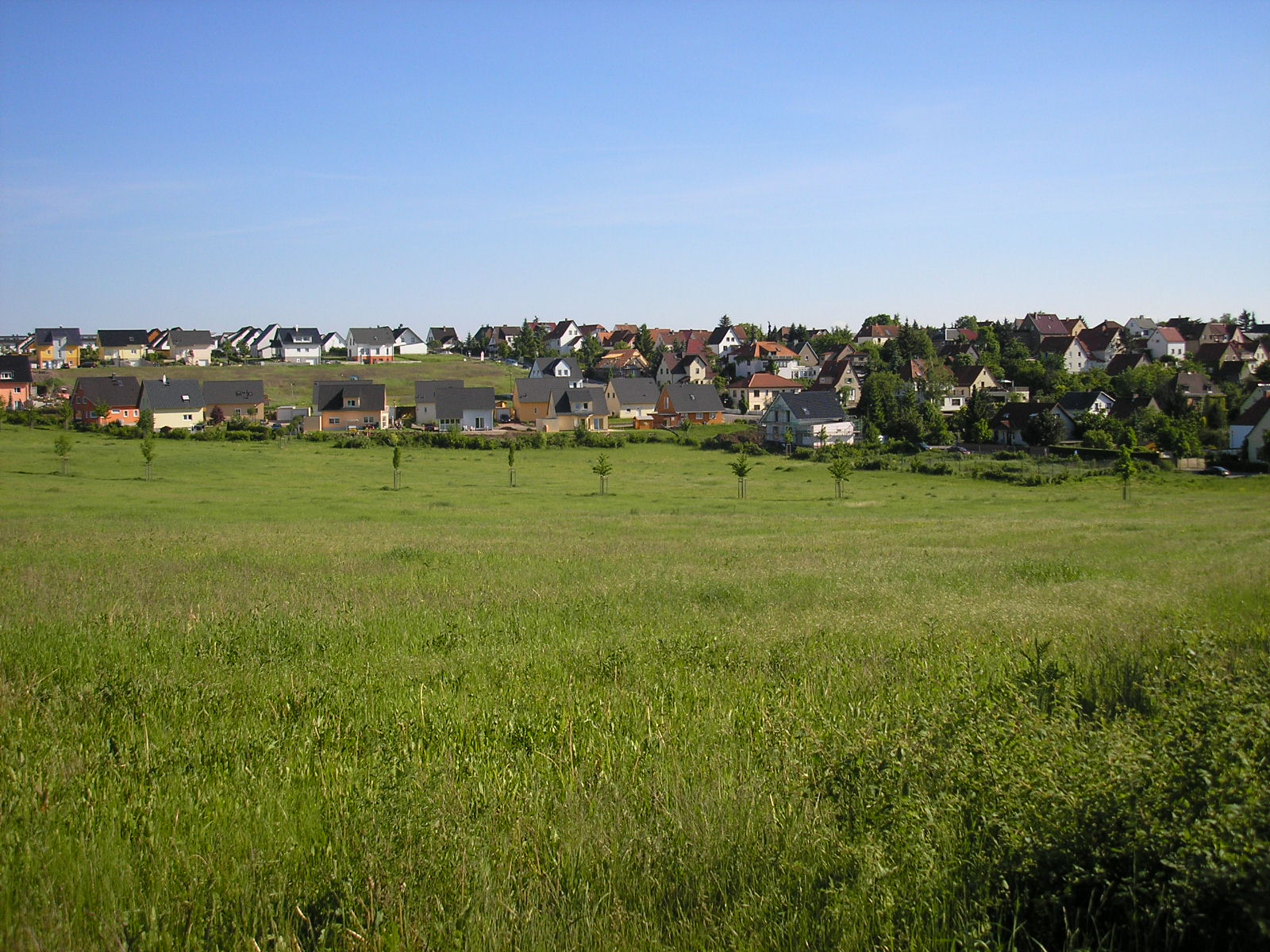
Ringelbergsiedlung mit Neubauten links und Altbauten rechts

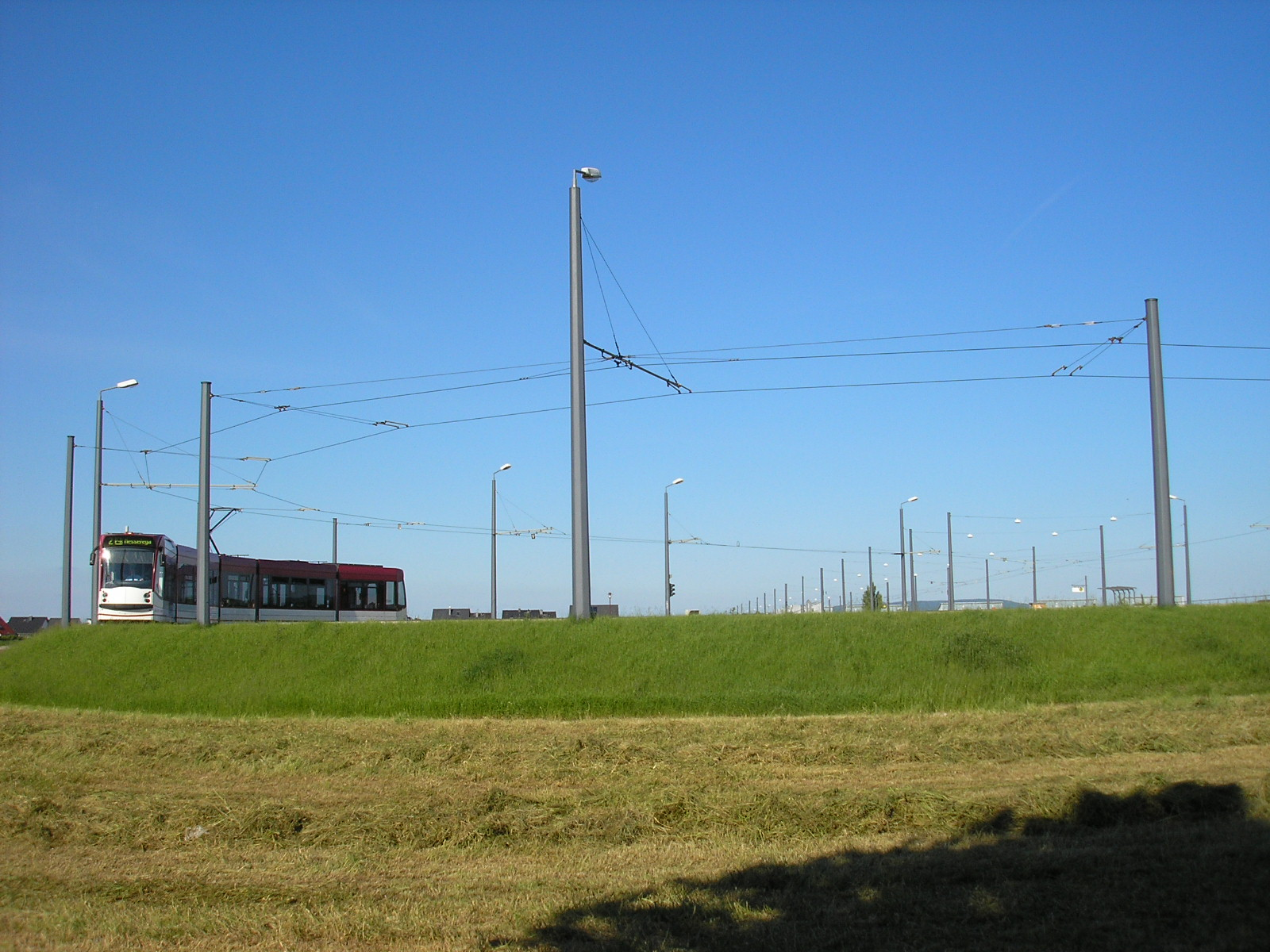
Die Straßenbahn endete anfangs auf dem Ringelberg noch „auf der grünen Wiese“

Der Ringelberg ist ein Hügel am östlichen Stadtrand von Erfurt (Stadtteil Krämpfervorstadt). Auf ihm befindet sich die Ringelberg-Siedlung.
Die Ringelberg-Siedlung entstand in den 1930er Jahren südlich der Leipziger Straße im Bereich der Ringelbergtreppe. Analog zu dieser bereits seit 1886 so genannten Straße benannte man auch die Straßen der Siedlung nach sächsischen Städten. Zwischen 1953 und 1975 war die Ringelbergtreppe Endpunkt einer der beiden Linien des Obus Erfurt. Seit 2000 wird die gesamte Siedlung, die nach 1990 durch Eigenheimbau erheblich vergrößert wurde, durch die Straßenbahnlinie 4 erschlossen. Im neueren Teil der Siedlung tragen die Straßen Namen von Architekten und Künstlern der Moderne. Die Ländereien gehören überwiegend der Kirchen- und Klosterkammer, einer Stiftung des öffentlichen Rechts zur Verwaltung ehemaligen Kirchenbesitzes, und werden über Erbbaurecht an die Bauherren vergeben.

## Straßen
Im alten Teil: Leipziger Straße (Hauptstraße) sowie Pirnaer, Meißener, Riesaer, Klingenthaler, Annaberger, Glauchauer, Wurzener, Freiberger, Zwickauer und Werdauer Weg.
Im neuen Teil: Walter-Gropius-Straße (Hauptstraße), Nebenstraßen benannt nach Johannes Klaß, Max Brockert, Theo Kellner, Grete Reichardt, Gunta Stölzl, Gerhard Marcks, Theodor Bogler, Otto Lindig, Benita Otte, Josef Albers, Wilhelm Wagenfeld, Walther Klemm, Lyonel Feininger, Oskar Schlemmer, Paul Klee, Johannes Itten, Wassily Kandinsky, Marcel Breuer, Georg Muche, Hannes Meyer und Mies van der Rohe, Rudolf-Saal-Straße.